# Lista di asteroidi (212001-213000)
Di seguito una lista di asteroidi dal numero 212001 al 213000 con data di scoperta e scopritore.

## 212001-212100
| Nome              | Designazione provvisoria | Data di scoperta | Scopritore          |
| ----------------- | ------------------------ | ---------------- | ------------------- |
| 212001 -          | 2005 BX9                 | 16 gennaio 2005  | LINEAR              |
| 212002 -          | 2005 BU10                | 16 gennaio 2005  | Spacewatch          |
| 212003 -          | 2005 BL11                | 16 gennaio 2005  | Spacewatch          |
| 212004 -          | 2005 BC13                | 17 gennaio 2005  | LINEAR              |
| 212005 -          | 2005 BW16                | 16 gennaio 2005  | LINEAR              |
| 212006 -          | 2005 BM22                | 16 gennaio 2005  | Spacewatch          |
| 212007 -          | 2005 BC24                | 17 gennaio 2005  | CSS                 |
| 212008 -          | 2005 BU24                | 17 gennaio 2005  | LINEAR              |
| 212009 -          | 2005 BD27                | 20 gennaio 2005  | LINEAR              |
| 212010 -          | 2005 BH33                | 16 gennaio 2005  | Veillet, C.         |
| 212011 -          | 2005 CM2                 | 1 febbraio 2005  | CSS                 |
| 212012 -          | 2005 CV2                 | 1 febbraio 2005  | Spacewatch          |
| 212013 -          | 2005 CO4                 | 1 febbraio 2005  | Spacewatch          |
| 212014 -          | 2005 CX4                 | 1 febbraio 2005  | CSS                 |
| 212015 -          | 2005 CJ6                 | 1 febbraio 2005  | Spacewatch          |
| 212016 -          | 2005 CA11                | 1 febbraio 2005  | Spacewatch          |
| 212017 -          | 2005 CP11                | 1 febbraio 2005  | Spacewatch          |
| 212018 -          | 2005 CG13                | 2 febbraio 2005  | Spacewatch          |
| 212019 -          | 2005 CJ13                | 2 febbraio 2005  | Spacewatch          |
| 212020 -          | 2005 CD14                | 2 febbraio 2005  | Spacewatch          |
| 212021 -          | 2005 CK15                | 2 febbraio 2005  | LINEAR              |
| 212022 -          | 2005 CY15                | 2 febbraio 2005  | LINEAR              |
| 212023 -          | 2005 CE19                | 2 febbraio 2005  | CSS                 |
| 212024 -          | 2005 CZ20                | 2 febbraio 2005  | CSS                 |
| 212025 -          | 2005 CZ21                | 3 febbraio 2005  | LINEAR              |
| 212026 -          | 2005 CY22                | 1 febbraio 2005  | CSS                 |
| 212027 -          | 2005 CV24                | 4 febbraio 2005  | CSS                 |
| 212028 -          | 2005 CT26                | 1 febbraio 2005  | Spacewatch          |
| 212029 -          | 2005 CW27                | 3 febbraio 2005  | Tucker, R. A.       |
| 212030 -          | 2005 CG30                | 1 febbraio 2005  | Spacewatch          |
| 212031 -          | 2005 CH36                | 3 febbraio 2005  | LINEAR              |
| 212032 -          | 2005 CL36                | 3 febbraio 2005  | LINEAR              |
| 212033 -          | 2005 CY36                | 1 febbraio 2005  | CSS                 |
| 212034 -          | 2005 CC38                | 7 febbraio 2005  | Altschwendt         |
| 212035 -          | 2005 CU45                | 2 febbraio 2005  | Spacewatch          |
| 212036 -          | 2005 CZ50                | 2 febbraio 2005  | LINEAR              |
| 212037 -          | 2005 CF51                | 2 febbraio 2005  | CSS                 |
| 212038 -          | 2005 CW52                | 3 febbraio 2005  | LINEAR              |
| 212039 -          | 2005 CZ52                | 3 febbraio 2005  | LINEAR              |
| 212040 -          | 2005 CH53                | 3 febbraio 2005  | LINEAR              |
| 212041 -          | 2005 CZ56                | 2 febbraio 2005  | LINEAR              |
| 212042 -          | 2005 CJ58                | 2 febbraio 2005  | CSS                 |
| 212043 -          | 2005 CW63                | 9 febbraio 2005  | LONEOS              |
| 212044 -          | 2005 CC65                | 9 febbraio 2005  | Mount Lemmon Survey |
| 212045 -          | 2005 CL65                | 9 febbraio 2005  | Spacewatch          |
| 212046 -          | 2005 CP67                | 1 febbraio 2005  | NEAT                |
| 212047 -          | 2005 CT75                | 2 febbraio 2005  | LINEAR              |
| 212048 -          | 2005 CE76                | 2 febbraio 2005  | Spacewatch          |
| 212049 -          | 2005 CD79                | 1 febbraio 2005  | NEAT                |
| 212050 -          | 2005 EM8                 | 1 marzo 2005     | Spacewatch          |
| 212051 -          | 2005 EP11                | 2 marzo 2005     | CSS                 |
| 212052 -          | 2005 EG20                | 3 marzo 2005     | CSS                 |
| 212053 -          | 2005 EP20                | 3 marzo 2005     | CSS                 |
| 212054 -          | 2005 EC21                | 3 marzo 2005     | CSS                 |
| 212055 -          | 2005 ES22                | 3 marzo 2005     | CSS                 |
| 212056 -          | 2005 EA23                | 3 marzo 2005     | CSS                 |
| 212057 -          | 2005 EH25                | 3 marzo 2005     | CSS                 |
| 212058 -          | 2005 EH30                | 4 marzo 2005     | Lowe, A.            |
| 212059 -          | 2005 ER31                | 3 marzo 2005     | Spacewatch          |
| 212060 -          | 2005 EC32                | 3 marzo 2005     | CSS                 |
| 212061 -          | 2005 EJ32                | 3 marzo 2005     | CSS                 |
| 212062 -          | 2005 EQ32                | 3 marzo 2005     | CSS                 |
| 212063 -          | 2005 EB33                | 4 marzo 2005     | CSS                 |
| 212064 -          | 2005 EZ35                | 4 marzo 2005     | CSS                 |
| 212065 -          | 2005 ER36                | 4 marzo 2005     | LINEAR              |
| 212066 -          | 2005 EQ39                | 1 marzo 2005     | Spacewatch          |
| 212067 -          | 2005 ER40                | 1 marzo 2005     | Spacewatch          |
| 212068 -          | 2005 EW43                | 3 marzo 2005     | CSS                 |
| 212069 -          | 2005 EV49                | 3 marzo 2005     | CSS                 |
| 212070 -          | 2005 EP53                | 4 marzo 2005     | Spacewatch          |
| 212071 -          | 2005 ED56                | 4 marzo 2005     | Spacewatch          |
| 212072 -          | 2005 EL58                | 4 marzo 2005     | Spacewatch          |
| 212073 Carlzimmer | 2005 EF65                | 4 marzo 2005     | Mount Lemmon Survey |
| 212074 -          | 2005 EG65                | 4 marzo 2005     | Mount Lemmon Survey |
| 212075 -          | 2005 EK71                | 2 marzo 2005     | CSS                 |
| 212076 -          | 2005 EQ75                | 3 marzo 2005     | Spacewatch          |
| 212077 -          | 2005 EB76                | 3 marzo 2005     | Spacewatch          |
| 212078 -          | 2005 EL79                | 3 marzo 2005     | CSS                 |
| 212079 -          | 2005 EX82                | 4 marzo 2005     | Spacewatch          |
| 212080 -          | 2005 EJ84                | 4 marzo 2005     | LINEAR              |
| 212081 -          | 2005 EM96                | 3 marzo 2005     | CSS                 |
| 212082 -          | 2005 EA97                | 3 marzo 2005     | CSS                 |
| 212083 -          | 2005 ES101               | 3 marzo 2005     | Spacewatch          |
| 212084 -          | 2005 EE114               | 4 marzo 2005     | Mount Lemmon Survey |
| 212085 -          | 2005 EZ114               | 4 marzo 2005     | Spacewatch          |
| 212086 -          | 2005 ED115               | 4 marzo 2005     | Mount Lemmon Survey |
| 212087 -          | 2005 EO119               | 7 marzo 2005     | LINEAR              |
| 212088 -          | 2005 EY121               | 8 marzo 2005     | LINEAR              |
| 212089 -          | 2005 EA124               | 8 marzo 2005     | LONEOS              |
| 212090 -          | 2005 EK124               | 8 marzo 2005     | LONEOS              |
| 212091 -          | 2005 EP125               | 8 marzo 2005     | Mount Lemmon Survey |
| 212092 -          | 2005 EQ126               | 8 marzo 2005     | Mount Lemmon Survey |
| 212093 -          | 2005 EM129               | 9 marzo 2005     | Mount Lemmon Survey |
| 212094 -          | 2005 ER136               | 9 marzo 2005     | LINEAR              |
| 212095 -          | 2005 EY137               | 9 marzo 2005     | Mount Lemmon Survey |
| 212096 -          | 2005 EH138               | 9 marzo 2005     | LINEAR              |
| 212097 -          | 2005 EY138               | 9 marzo 2005     | Mount Lemmon Survey |
| 212098 -          | 2005 EL139               | 9 marzo 2005     | Mount Lemmon Survey |
| 212099 -          | 2005 EX139               | 9 marzo 2005     | Spacewatch          |
| 212100 -          | 2005 EX151               | 10 marzo 2005    | Spacewatch          |

## 212101-212200
| Nome                    | Designazione provvisoria | Data di scoperta | Scopritore              |
| ----------------------- | ------------------------ | ---------------- | ----------------------- |
| 212101 -                | 2005 ET153               | 9 marzo 2005     | CSS                     |
| 212102 -                | 2005 EH154               | 8 marzo 2005     | Mount Lemmon Survey     |
| 212103 -                | 2005 EP154               | 8 marzo 2005     | Mount Lemmon Survey     |
| 212104 -                | 2005 EH156               | 9 marzo 2005     | CSS                     |
| 212105 -                | 2005 EV159               | 9 marzo 2005     | Mount Lemmon Survey     |
| 212106 -                | 2005 EE161               | 9 marzo 2005     | Mount Lemmon Survey     |
| 212107 -                | 2005 ET161               | 9 marzo 2005     | Mount Lemmon Survey     |
| 212108 -                | 2005 EV169               | 12 marzo 2005    | LINEAR                  |
| 212109 -                | 2005 EY170               | 7 marzo 2005     | LINEAR                  |
| 212110 -                | 2005 EM173               | 8 marzo 2005     | LONEOS                  |
| 212111 -                | 2005 EE174               | 8 marzo 2005     | Spacewatch              |
| 212112 -                | 2005 ES176               | 8 marzo 2005     | LINEAR                  |
| 212113 -                | 2005 EN177               | 8 marzo 2005     | Mount Lemmon Survey     |
| 212114 -                | 2005 EW179               | 9 marzo 2005     | Spacewatch              |
| 212115 -                | 2005 EP184               | 9 marzo 2005     | Spacewatch              |
| 212116 -                | 2005 ER184               | 9 marzo 2005     | Spacewatch              |
| 212117 -                | 2005 EQ189               | 11 marzo 2005    | Spacewatch              |
| 212118 -                | 2005 EG190               | 11 marzo 2005    | Mount Lemmon Survey     |
| 212119 -                | 2005 EC191               | 11 marzo 2005    | Mount Lemmon Survey     |
| 212120 -                | 2005 EG193               | 11 marzo 2005    | Mount Lemmon Survey     |
| 212121 -                | 2005 EP195               | 11 marzo 2005    | Mount Lemmon Survey     |
| 212122 -                | 2005 EK197               | 11 marzo 2005    | LINEAR                  |
| 212123 -                | 2005 EB198               | 11 marzo 2005    | Mount Lemmon Survey     |
| 212124 -                | 2005 EW209               | 4 marzo 2005     | Spacewatch              |
| 212125 -                | 2005 ED211               | 4 marzo 2005     | CSS                     |
| 212126 -                | 2005 EJ217               | 9 marzo 2005     | LONEOS                  |
| 212127 -                | 2005 EF218               | 9 marzo 2005     | Mount Lemmon Survey     |
| 212128 -                | 2005 EL218               | 10 marzo 2005    | CSS                     |
| 212129 -                | 2005 ED219               | 10 marzo 2005    | Mount Lemmon Survey     |
| 212130 -                | 2005 ET222               | 8 marzo 2005     | LINEAR                  |
| 212131 -                | 2005 EP225               | 9 marzo 2005     | CSS                     |
| 212132 -                | 2005 EV230               | 10 marzo 2005    | Mount Lemmon Survey     |
| 212133 -                | 2005 EY230               | 10 marzo 2005    | CSS                     |
| 212134 -                | 2005 EN237               | 11 marzo 2005    | Spacewatch              |
| 212135 -                | 2005 ED241               | 11 marzo 2005    | CSS                     |
| 212136 -                | 2005 EQ241               | 11 marzo 2005    | CSS                     |
| 212137 -                | 2005 EF251               | 10 marzo 2005    | CSS                     |
| 212138 -                | 2005 EJ251               | 10 marzo 2005    | LONEOS                  |
| 212139 -                | 2005 EF253               | 10 marzo 2005    | CSS                     |
| 212140 -                | 2005 EM260               | 11 marzo 2005    | Spacewatch              |
| 212141 -                | 2005 ER276               | 8 marzo 2005     | Mount Lemmon Survey     |
| 212142 -                | 2005 EN277               | 9 marzo 2005     | CSS                     |
| 212143 -                | 2005 EM278               | 9 marzo 2005     | Mount Lemmon Survey     |
| 212144 -                | 2005 EE279               | 9 marzo 2005     | Mount Lemmon Survey     |
| 212145 -                | 2005 EM280               | 10 marzo 2005    | CSS                     |
| 212146 -                | 2005 ES280               | 10 marzo 2005    | LONEOS                  |
| 212147 -                | 2005 EX280               | 10 marzo 2005    | LONEOS                  |
| 212148 -                | 2005 EN288               | 8 marzo 2005     | Mount Lemmon Survey     |
| 212149 -                | 2005 EB293               | 10 marzo 2005    | CSS                     |
| 212150 -                | 2005 EP310               | 10 marzo 2005    | Mount Lemmon Survey     |
| 212151 -                | 2005 EP312               | 10 marzo 2005    | Buie, M. W.             |
| 212152 -                | 2005 EA314               | 10 marzo 2005    | Buie, M. W.             |
| 212153 -                | 2005 EV317               | 12 marzo 2005    | Buie, M. W.             |
| 212154 -                | 2005 EK325               | 8 marzo 2005     | Mount Lemmon Survey     |
| 212155 -                | 2005 FY3                 | 16 marzo 2005    | CSS                     |
| 212156 -                | 2005 FB8                 | 30 marzo 2005    | CSS                     |
| 212157 -                | 2005 GF5                 | 1 aprile 2005    | Spacewatch              |
| 212158 -                | 2005 GL5                 | 1 aprile 2005    | Spacewatch              |
| 212159 -                | 2005 GV6                 | 1 aprile 2005    | Spacewatch              |
| 212160 -                | 2005 GF12                | 1 aprile 2005    | LONEOS                  |
| 212161 -                | 2005 GW12                | 1 aprile 2005    | LONEOS                  |
| 212162 -                | 2005 GK13                | 1 aprile 2005    | LONEOS                  |
| 212163 -                | 2005 GL13                | 1 aprile 2005    | LONEOS                  |
| 212164 -                | 2005 GO13                | 1 aprile 2005    | LONEOS                  |
| 212165 -                | 2005 GH27                | 3 aprile 2005    | NEAT                    |
| 212166 -                | 2005 GY27                | 3 aprile 2005    | NEAT                    |
| 212167 -                | 2005 GR41                | 5 aprile 2005    | Mount Lemmon Survey     |
| 212168 -                | 2005 GO48                | 5 aprile 2005    | Mount Lemmon Survey     |
| 212169 -                | 2005 GL50                | 5 aprile 2005    | Spacewatch              |
| 212170 -                | 2005 GR50                | 7 aprile 2005    | Lowe, A.                |
| 212171 -                | 2005 GT50                | 1 aprile 2005    | Spacewatch              |
| 212172 -                | 2005 GQ52                | 2 aprile 2005    | Mount Lemmon Survey     |
| 212173 -                | 2005 GQ53                | 4 aprile 2005    | LINEAR                  |
| 212174 -                | 2005 GD54                | 5 aprile 2005    | LONEOS                  |
| 212175 -                | 2005 GB60                | 4 aprile 2005    | CSS                     |
| 212176 Fabriziospaziani | 2005 GV60                | 8 aprile 2005    | Mallia, F., Di Sora, M. |
| 212177 -                | 2005 GT74                | 5 aprile 2005    | NEAT                    |
| 212178 -                | 2005 GD76                | 5 aprile 2005    | CSS                     |
| 212179 -                | 2005 GE76                | 5 aprile 2005    | CSS                     |
| 212180 -                | 2005 GJ76                | 5 aprile 2005    | CSS                     |
| 212181 -                | 2005 GH79                | 6 aprile 2005    | CSS                     |
| 212182 -                | 2005 GV79                | 6 aprile 2005    | Mount Lemmon Survey     |
| 212183 -                | 2005 GX80                | 7 aprile 2005    | Spacewatch              |
| 212184 -                | 2005 GX84                | 4 aprile 2005    | Spacewatch              |
| 212185 -                | 2005 GL86                | 4 aprile 2005    | LINEAR                  |
| 212186 -                | 2005 GL92                | 6 aprile 2005    | Spacewatch              |
| 212187 -                | 2005 GT94                | 6 aprile 2005    | Spacewatch              |
| 212188 -                | 2005 GX94                | 6 aprile 2005    | Spacewatch              |
| 212189 -                | 2005 GY97                | 7 aprile 2005    | Mount Lemmon Survey     |
| 212190 -                | 2005 GT100               | 9 aprile 2005    | Spacewatch              |
| 212191 -                | 2005 GL101               | 9 aprile 2005    | Spacewatch              |
| 212192 -                | 2005 GL102               | 9 aprile 2005    | Spacewatch              |
| 212193 -                | 2005 GF103               | 9 aprile 2005    | LINEAR                  |
| 212194 -                | 2005 GK105               | 10 aprile 2005   | Spacewatch              |
| 212195 -                | 2005 GV105               | 10 aprile 2005   | Spacewatch              |
| 212196 -                | 2005 GR117               | 11 aprile 2005   | Mount Lemmon Survey     |
| 212197 -                | 2005 GX124               | 10 aprile 2005   | Mount Lemmon Survey     |
| 212198 -                | 2005 GA128               | 9 aprile 2005    | LINEAR                  |
| 212199 -                | 2005 GW129               | 7 aprile 2005    | Spacewatch              |
| 212200 -                | 2005 GQ132               | 10 aprile 2005   | Spacewatch              |

## 212201-212300
| Nome                  | Designazione provvisoria | Data di scoperta | Scopritore           |
| --------------------- | ------------------------ | ---------------- | -------------------- |
| 212201 -              | 2005 GR134               | 10 aprile 2005   | Mount Lemmon Survey  |
| 212202 -              | 2005 GX137               | 11 aprile 2005   | Mount Lemmon Survey  |
| 212203 -              | 2005 GU145               | 11 aprile 2005   | Spacewatch           |
| 212204 -              | 2005 GZ151               | 12 aprile 2005   | Spacewatch           |
| 212205 -              | 2005 GM152               | 12 aprile 2005   | Mount Lemmon Survey  |
| 212206 -              | 2005 GQ152               | 12 aprile 2005   | Spacewatch           |
| 212207 -              | 2005 GD153               | 13 aprile 2005   | LONEOS               |
| 212208 -              | 2005 GN158               | 12 aprile 2005   | Spacewatch           |
| 212209 -              | 2005 GJ162               | 15 aprile 2005   | CSS                  |
| 212210 -              | 2005 GT162               | 11 aprile 2005   | Mount Lemmon Survey  |
| 212211 -              | 2005 GO167               | 11 aprile 2005   | Mount Lemmon Survey  |
| 212212 -              | 2005 GP167               | 11 aprile 2005   | Mount Lemmon Survey  |
| 212213 -              | 2005 GZ172               | 14 aprile 2005   | Spacewatch           |
| 212214 -              | 2005 GN182               | 1 aprile 2005    | Spacewatch           |
| 212215 Mallorykinczyk | 2005 GH197               | 10 aprile 2005   | Buie, M. W.          |
| 212216 -              | 2005 GP214               | 2 aprile 2005    | Spacewatch           |
| 212217 -              | 2005 GL215               | 11 aprile 2005   | Siding Spring Survey |
| 212218 -              | 2005 GA224               | 11 aprile 2005   | Mount Lemmon Survey  |
| 212219 -              | 2005 HC                  | 16 aprile 2005   | Jarnac               |
| 212220 -              | 2005 HV3                 | 28 aprile 2005   | Lowe, A.             |
| 212221 -              | 2005 JU9                 | 4 maggio 2005    | Veillet, C.          |
| 212222 -              | 2005 JF13                | 4 maggio 2005    | Veillet, C.          |
| 212223 -              | 2005 JZ13                | 1 maggio 2005    | NEAT                 |
| 212224 -              | 2005 JO14                | 1 maggio 2005    | NEAT                 |
| 212225 -              | 2005 JR14                | 1 maggio 2005    | Spacewatch           |
| 212226 -              | 2005 JL17                | 4 maggio 2005    | CSS                  |
| 212227 -              | 2005 JJ19                | 4 maggio 2005    | Spacewatch           |
| 212228 -              | 2005 JS19                | 4 maggio 2005    | CSS                  |
| 212229 -              | 2005 JV21                | 6 maggio 2005    | CSS                  |
| 212230 -              | 2005 JW25                | 3 maggio 2005    | Spacewatch           |
| 212231 -              | 2005 JM27                | 3 maggio 2005    | LINEAR               |
| 212232 -              | 2005 JO30                | 4 maggio 2005    | Spacewatch           |
| 212233 -              | 2005 JR30                | 4 maggio 2005    | Spacewatch           |
| 212234 -              | 2005 JP31                | 4 maggio 2005    | LONEOS               |
| 212235 -              | 2005 JY32                | 4 maggio 2005    | Spacewatch           |
| 212236 -              | 2005 JB33                | 4 maggio 2005    | CSS                  |
| 212237 -              | 2005 JJ35                | 4 maggio 2005    | Spacewatch           |
| 212238 -              | 2005 JD36                | 4 maggio 2005    | Spacewatch           |
| 212239 -              | 2005 JW38                | 7 maggio 2005    | Spacewatch           |
| 212240 -              | 2005 JW42                | 8 maggio 2005    | Spacewatch           |
| 212241 -              | 2005 JN44                | 8 maggio 2005    | Mount Lemmon Survey  |
| 212242 -              | 2005 JL49                | 4 maggio 2005    | Spacewatch           |
| 212243 -              | 2005 JQ57                | 7 maggio 2005    | Spacewatch           |
| 212244 -              | 2005 JU57                | 7 maggio 2005    | Spacewatch           |
| 212245 -              | 2005 JS65                | 4 maggio 2005    | NEAT                 |
| 212246 -              | 2005 JV65                | 4 maggio 2005    | NEAT                 |
| 212247 -              | 2005 JS67                | 4 maggio 2005    | NEAT                 |
| 212248 -              | 2005 JG68                | 6 maggio 2005    | LINEAR               |
| 212249 -              | 2005 JQ68                | 6 maggio 2005    | CSS                  |
| 212250 -              | 2005 JQ76                | 9 maggio 2005    | Mount Lemmon Survey  |
| 212251 -              | 2005 JH83                | 8 maggio 2005    | Spacewatch           |
| 212252 -              | 2005 JJ83                | 8 maggio 2005    | Spacewatch           |
| 212253 -              | 2005 JQ88                | 10 maggio 2005   | Mount Lemmon Survey  |
| 212254 -              | 2005 JZ88                | 11 maggio 2005   | Spacewatch           |
| 212255 -              | 2005 JX91                | 11 maggio 2005   | NEAT                 |
| 212256 -              | 2005 JH94                | 7 maggio 2005    | Spacewatch           |
| 212257 -              | 2005 JS109               | 12 maggio 2005   | NEAT                 |
| 212258 -              | 2005 JY109               | 8 maggio 2005    | Spacewatch           |
| 212259 -              | 2005 JC111               | 8 maggio 2005    | Spacewatch           |
| 212260 -              | 2005 JG111               | 8 maggio 2005    | LINEAR               |
| 212261 -              | 2005 JN113               | 10 maggio 2005   | Spacewatch           |
| 212262 -              | 2005 JL115               | 10 maggio 2005   | Spacewatch           |
| 212263 -              | 2005 JM117               | 10 maggio 2005   | Spacewatch           |
| 212264 -              | 2005 JJ122               | 11 maggio 2005   | Spacewatch           |
| 212265 -              | 2005 JA126               | 12 maggio 2005   | Mount Lemmon Survey  |
| 212266 -              | 2005 JF128               | 12 maggio 2005   | LINEAR               |
| 212267 -              | 2005 JT131               | 13 maggio 2005   | Spacewatch           |
| 212268 -              | 2005 JH132               | 13 maggio 2005   | Siding Spring Survey |
| 212269 -              | 2005 JQ136               | 12 maggio 2005   | Spacewatch           |
| 212270 -              | 2005 JU136               | 12 maggio 2005   | Spacewatch           |
| 212271 -              | 2005 JO140               | 14 maggio 2005   | LINEAR               |
| 212272 -              | 2005 JV143               | 15 maggio 2005   | Mount Lemmon Survey  |
| 212273 -              | 2005 JR147               | 13 maggio 2005   | CSS                  |
| 212274 -              | 2005 JK148               | 15 maggio 2005   | NEAT                 |
| 212275 -              | 2005 JY157               | 4 maggio 2005    | Spacewatch           |
| 212276 -              | 2005 KO1                 | 16 maggio 2005   | Mount Lemmon Survey  |
| 212277 -              | 2005 KN5                 | 16 maggio 2005   | Spacewatch           |
| 212278 -              | 2005 KV8                 | 21 maggio 2005   | Mount Lemmon Survey  |
| 212279 -              | 2005 KF11                | 30 maggio 2005   | CSS                  |
| 212280 -              | 2005 LK1                 | 1 giugno 2005    | Mount Lemmon Survey  |
| 212281 -              | 2005 LQ6                 | 2 giugno 2005    | LINEAR               |
| 212282 -              | 2005 LX8                 | 1 giugno 2005    | Mount Lemmon Survey  |
| 212283 -              | 2005 LC21                | 5 giugno 2005    | LINEAR               |
| 212284 -              | 2005 LX22                | 8 giugno 2005    | Spacewatch           |
| 212285 -              | 2005 LW28                | 10 giugno 2005   | Spacewatch           |
| 212286 -              | 2005 LX32                | 10 giugno 2005   | Spacewatch           |
| 212287 -              | 2005 LG38                | 11 giugno 2005   | Spacewatch           |
| 212288 -              | 2005 LE45                | 13 giugno 2005   | Spacewatch           |
| 212289 -              | 2005 MF3                 | 23 giugno 2005   | NEAT                 |
| 212290 -              | 2005 MJ3                 | 24 giugno 2005   | NEAT                 |
| 212291 -              | 2005 MC11                | 27 giugno 2005   | Spacewatch           |
| 212292 -              | 2005 MZ14                | 29 giugno 2005   | NEAT                 |
| 212293 -              | 2005 MG28                | 29 giugno 2005   | Spacewatch           |
| 212294 -              | 2005 MP36                | 30 giugno 2005   | Spacewatch           |
| 212295 -              | 2005 MT54                | 27 giugno 2005   | Spacewatch           |
| 212296 -              | 2005 NH5                 | 3 luglio 2005    | Mount Lemmon Survey  |
| 212297 -              | 2005 NV22                | 3 luglio 2005    | Spacewatch           |
| 212298 -              | 2005 NN30                | 4 luglio 2005    | Spacewatch           |
| 212299 -              | 2005 NP35                | 5 luglio 2005    | Spacewatch           |
| 212300 -              | 2005 NB41                | 4 luglio 2005    | Spacewatch           |

## 212301-212400
| Nome                  | Designazione provvisoria | Data di scoperta  | Scopritore           |
| --------------------- | ------------------------ | ----------------- | -------------------- |
| 212301 -              | 2005 NO52                | 10 luglio 2005    | Spacewatch           |
| 212302 -              | 2005 NX57                | 6 luglio 2005     | Spacewatch           |
| 212303 -              | 2005 NZ71                | 5 luglio 2005     | NEAT                 |
| 212304 -              | 2005 NR72                | 7 luglio 2005     | Spacewatch           |
| 212305 -              | 2005 NT78                | 12 luglio 2005    | CSS                  |
| 212306 -              | 2005 OT4                 | 28 luglio 2005    | NEAT                 |
| 212307 -              | 2005 OG6                 | 28 luglio 2005    | NEAT                 |
| 212308 -              | 2005 OD7                 | 28 luglio 2005    | NEAT                 |
| 212309 -              | 2005 OS11                | 29 luglio 2005    | NEAT                 |
| 212310 -              | 2005 QX6                 | 24 agosto 2005    | NEAT                 |
| 212311 -              | 2005 QM20                | 26 agosto 2005    | LONEOS               |
| 212312 -              | 2005 QY26                | 27 agosto 2005    | Spacewatch           |
| 212313 -              | 2005 QZ34                | 25 agosto 2005    | NEAT                 |
| 212314 -              | 2005 QU42                | 26 agosto 2005    | LONEOS               |
| 212315 -              | 2005 QZ55                | 28 agosto 2005    | Spacewatch           |
| 212316 -              | 2005 QP60                | 26 agosto 2005    | LONEOS               |
| 212317 -              | 2005 QA62                | 26 agosto 2005    | NEAT                 |
| 212318 -              | 2005 QV70                | 29 agosto 2005    | LINEAR               |
| 212319 -              | 2005 QZ71                | 29 agosto 2005    | LONEOS               |
| 212320 -              | 2005 QG108               | 27 agosto 2005    | NEAT                 |
| 212321 -              | 2005 QQ126               | 28 agosto 2005    | Spacewatch           |
| 212322 -              | 2005 QM146               | 28 agosto 2005    | Siding Spring Survey |
| 212323 -              | 2005 QG157               | 30 agosto 2005    | NEAT                 |
| 212324 -              | 2005 RH16                | 1 settembre 2005  | Spacewatch           |
| 212325 -              | 2005 SB22                | 23 settembre 2005 | Spacewatch           |
| 212326 -              | 2005 SU26                | 23 settembre 2005 | Spacewatch           |
| 212327 -              | 2005 SX54                | 25 settembre 2005 | Spacewatch           |
| 212328 -              | 2005 SD59                | 26 settembre 2005 | Spacewatch           |
| 212329 -              | 2005 SR72                | 23 settembre 2005 | CSS                  |
| 212330 -              | 2005 SM90                | 24 settembre 2005 | Spacewatch           |
| 212331 -              | 2005 SK122               | 29 settembre 2005 | Spacewatch           |
| 212332 -              | 2005 SC152               | 25 settembre 2005 | Spacewatch           |
| 212333 -              | 2005 SF191               | 29 settembre 2005 | NEAT                 |
| 212334 -              | 2005 SL204               | 30 settembre 2005 | Mount Lemmon Survey  |
| 212335 -              | 2005 SB212               | 30 settembre 2005 | Mount Lemmon Survey  |
| 212336 -              | 2005 SZ227               | 30 settembre 2005 | Spacewatch           |
| 212337 -              | 2005 SD273               | 30 settembre 2005 | Mount Lemmon Survey  |
| 212338 -              | 2005 SH278               | 23 settembre 2005 | Spacewatch           |
| 212339 -              | 2005 SL280               | 25 settembre 2005 | Spacewatch           |
| 212340 -              | 2005 TN5                 | 1 ottobre 2005    | CSS                  |
| 212341 -              | 2005 TX90                | 6 ottobre 2005    | Mount Lemmon Survey  |
| 212342 -              | 2005 TY120               | 7 ottobre 2005    | Spacewatch           |
| 212343 -              | 2005 TV135               | 6 ottobre 2005    | Spacewatch           |
| 212344 -              | 2005 UJ13                | 22 ottobre 2005   | Spacewatch           |
| 212345 -              | 2005 UW13                | 22 ottobre 2005   | Spacewatch           |
| 212346 -              | 2005 UY68                | 23 ottobre 2005   | NEAT                 |
| 212347 -              | 2005 UX121               | 24 ottobre 2005   | Spacewatch           |
| 212348 -              | 2005 UK123               | 24 ottobre 2005   | Spacewatch           |
| 212349 -              | 2005 UM169               | 24 ottobre 2005   | Spacewatch           |
| 212350 -              | 2005 VU43                | 3 novembre 2005   | Spacewatch           |
| 212351 -              | 2005 XE12                | 1 dicembre 2005   | Mount Lemmon Survey  |
| 212352 -              | 2005 YC33                | 22 dicembre 2005  | CSS                  |
| 212353 -              | 2005 YG172               | 22 dicembre 2005  | CSS                  |
| 212354 -              | 2006 BQ101               | 23 gennaio 2006   | Mount Lemmon Survey  |
| 212355 -              | 2006 DT37                | 20 febbraio 2006  | Mount Lemmon Survey  |
| 212356 -              | 2006 DC87                | 24 febbraio 2006  | Spacewatch           |
| 212357 -              | 2006 DJ116               | 27 febbraio 2006  | Spacewatch           |
| 212358 -              | 2006 DP150               | 25 febbraio 2006  | Spacewatch           |
| 212359 -              | 2006 EV52                | 2 marzo 2006      | Spacewatch           |
| 212360 -              | 2006 FD6                 | 23 marzo 2006     | CSS                  |
| 212361 -              | 2006 FQ24                | 24 marzo 2006     | Spacewatch           |
| 212362 -              | 2006 FS41                | 26 marzo 2006     | Mount Lemmon Survey  |
| 212363 -              | 2006 GK12                | 2 aprile 2006     | Spacewatch           |
| 212364 -              | 2006 GC23                | 2 aprile 2006     | Spacewatch           |
| 212365 -              | 2006 GF25                | 2 aprile 2006     | Spacewatch           |
| 212366 -              | 2006 GQ31                | 2 aprile 2006     | Spacewatch           |
| 212367 -              | 2006 GC35                | 7 aprile 2006     | Spacewatch           |
| 212368 -              | 2006 GK37                | 2 aprile 2006     | CSS                  |
| 212369 -              | 2006 GD39                | 8 aprile 2006     | Mount Lemmon Survey  |
| 212370 -              | 2006 GP40                | 6 aprile 2006     | CSS                  |
| 212371 -              | 2006 HE6                 | 19 aprile 2006    | CSS                  |
| 212372 -              | 2006 HF15                | 19 aprile 2006    | NEAT                 |
| 212373 Pietrocascella | 2006 HL17                | 22 aprile 2006    | Casulli, V. S.       |
| 212374 Vellerat       | 2006 HG18                | 21 aprile 2006    | Ory, M.              |
| 212375 -              | 2006 HE33                | 19 aprile 2006    | CSS                  |
| 212376 -              | 2006 HR35                | 19 aprile 2006    | CSS                  |
| 212377 -              | 2006 HO39                | 21 aprile 2006    | Spacewatch           |
| 212378 -              | 2006 HW43                | 24 aprile 2006    | Mount Lemmon Survey  |
| 212379 -              | 2006 HD55                | 21 aprile 2006    | CSS                  |
| 212380 -              | 2006 HQ55                | 24 aprile 2006    | LINEAR               |
| 212381 -              | 2006 HP59                | 24 aprile 2006    | LONEOS               |
| 212382 -              | 2006 HJ63                | 24 aprile 2006    | Spacewatch           |
| 212383 -              | 2006 HQ77                | 25 aprile 2006    | NEAT                 |
| 212384 -              | 2006 HK82                | 26 aprile 2006    | Spacewatch           |
| 212385 -              | 2006 HL84                | 26 aprile 2006    | Spacewatch           |
| 212386 -              | 2006 HP86                | 27 aprile 2006    | LINEAR               |
| 212387 -              | 2006 HM88                | 30 aprile 2006    | Spacewatch           |
| 212388 -              | 2006 HP100               | 30 aprile 2006    | CSS                  |
| 212389 -              | 2006 HU108               | 30 aprile 2006    | CSS                  |
| 212390 -              | 2006 HD111               | 21 aprile 2006    | CSS                  |
| 212391 -              | 2006 HG111               | 26 aprile 2006    | LINEAR               |
| 212392 Peterkollmann  | 2006 HE140               | 26 aprile 2006    | Buie, M. W.          |
| 212393 -              | 2006 HE153               | 26 aprile 2006    | Mount Lemmon Survey  |
| 212394 -              | 2006 JD7                 | 1 maggio 2006     | Spacewatch           |
| 212395 -              | 2006 JL12                | 1 maggio 2006     | Spacewatch           |
| 212396 -              | 2006 JN19                | 2 maggio 2006     | Mount Lemmon Survey  |
| 212397 -              | 2006 JZ23                | 3 maggio 2006     | Mount Lemmon Survey  |
| 212398 -              | 2006 JF27                | 1 maggio 2006     | Spacewatch           |
| 212399 -              | 2006 JH38                | 6 maggio 2006     | Mount Lemmon Survey  |
| 212400 -              | 2006 JZ38                | 6 maggio 2006     | Mount Lemmon Survey  |

## 212401-212500
| Nome                  | Designazione provvisoria | Data di scoperta | Scopritore              |
| --------------------- | ------------------------ | ---------------- | ----------------------- |
| 212401 -              | 2006 JW42                | 2 maggio 2006    | Mount Lemmon Survey     |
| 212402 -              | 2006 JN48                | 8 maggio 2006    | Spacewatch              |
| 212403 Marthakusterer | 2006 JQ60                | 1 maggio 2006    | Buie, M. W.             |
| 212404 -              | 2006 KO1                 | 20 maggio 2006   | Broughton, J.           |
| 212405 -              | 2006 KM8                 | 19 maggio 2006   | Mount Lemmon Survey     |
| 212406 -              | 2006 KJ23                | 23 maggio 2006   | Broughton, J.           |
| 212407 -              | 2006 KE27                | 20 maggio 2006   | Mount Lemmon Survey     |
| 212408 -              | 2006 KV27                | 20 maggio 2006   | Spacewatch              |
| 212409 -              | 2006 KZ36                | 21 maggio 2006   | Spacewatch              |
| 212410 -              | 2006 KG39                | 18 maggio 2006   | NEAT                    |
| 212411 -              | 2006 KO42                | 20 maggio 2006   | Mount Lemmon Survey     |
| 212412 -              | 2006 KN56                | 22 maggio 2006   | Spacewatch              |
| 212413 -              | 2006 KW58                | 22 maggio 2006   | Spacewatch              |
| 212414 -              | 2006 KB69                | 20 maggio 2006   | Siding Spring Survey    |
| 212415 -              | 2006 KP97                | 26 maggio 2006   | CSS                     |
| 212416 -              | 2006 KV100               | 24 maggio 2006   | NEAT                    |
| 212417 -              | 2006 KJ103               | 28 maggio 2006   | Siding Spring Survey    |
| 212418 -              | 2006 KD113               | 18 maggio 2006   | NEAT                    |
| 212419 -              | 2006 KK113               | 20 maggio 2006   | CSS                     |
| 212420 -              | 2006 KD116               | 29 maggio 2006   | Spacewatch              |
| 212421 -              | 2006 KV120               | 19 maggio 2006   | CSS                     |
| 212422 -              | 2006 LG7                 | 11 giugno 2006   | NEAT                    |
| 212423 -              | 2006 MT1                 | 18 giugno 2006   | Spacewatch              |
| 212424 -              | 2006 MA9                 | 19 giugno 2006   | Mount Lemmon Survey     |
| 212425 -              | 2006 MQ13                | 20 giugno 2006   | Hönig, S. F.            |
| 212426 -              | 2006 OB                  | 16 luglio 2006   | Teamo, N., Hönig, S. F. |
| 212427 -              | 2006 OL                  | 17 luglio 2006   | Mayhill                 |
| 212428 -              | 2006 OX1                 | 18 luglio 2006   | Broughton, J.           |
| 212429 -              | 2006 OF4                 | 21 luglio 2006   | Mount Lemmon Survey     |
| 212430 -              | 2006 OV7                 | 19 luglio 2006   | NEAT                    |
| 212431 -              | 2006 OO11                | 20 luglio 2006   | NEAT                    |
| 212432 -              | 2006 OX12                | 20 luglio 2006   | NEAT                    |
| 212433 -              | 2006 OP15                | 26 luglio 2006   | Siding Spring Survey    |
| 212434 -              | 2006 OA16                | 29 luglio 2006   | Broughton, J.           |
| 212435 -              | 2006 OJ16                | 18 luglio 2006   | Mount Lemmon Survey     |
| 212436 -              | 2006 OA20                | 31 luglio 2006   | Siding Spring Survey    |
| 212437 -              | 2006 PA13                | 14 agosto 2006   | Siding Spring Survey    |
| 212438 -              | 2006 PP13                | 14 agosto 2006   | Siding Spring Survey    |
| 212439 -              | 2006 PN15                | 15 agosto 2006   | NEAT                    |
| 212440 -              | 2006 PH19                | 13 agosto 2006   | NEAT                    |
| 212441 -              | 2006 PU19                | 13 agosto 2006   | NEAT                    |
| 212442 -              | 2006 PQ23                | 12 agosto 2006   | NEAT                    |
| 212443 -              | 2006 PA24                | 12 agosto 2006   | NEAT                    |
| 212444 -              | 2006 PD24                | 12 agosto 2006   | NEAT                    |
| 212445 -              | 2006 PQ34                | 11 agosto 2006   | NEAT                    |
| 212446 -              | 2006 PL39                | 14 agosto 2006   | NEAT                    |
| 212447 -              | 2006 PU39                | 14 agosto 2006   | NEAT                    |
| 212448 -              | 2006 PT41                | 14 agosto 2006   | NEAT                    |
| 212449 -              | 2006 PQ42                | 14 agosto 2006   | Siding Spring Survey    |
| 212450 -              | 2006 QO                  | 16 agosto 2006   | Broughton, J.           |
| 212451 -              | 2006 QV15                | 17 agosto 2006   | NEAT                    |
| 212452 -              | 2006 QJ18                | 17 agosto 2006   | NEAT                    |
| 212453 -              | 2006 QL19                | 17 agosto 2006   | NEAT                    |
| 212454 -              | 2006 QZ19                | 18 agosto 2006   | LONEOS                  |
| 212455 -              | 2006 QA20                | 18 agosto 2006   | LONEOS                  |
| 212456 -              | 2006 QK20                | 18 agosto 2006   | LONEOS                  |
| 212457 -              | 2006 QO22                | 19 agosto 2006   | LONEOS                  |
| 212458 -              | 2006 QF24                | 17 agosto 2006   | NEAT                    |
| 212459 -              | 2006 QK26                | 19 agosto 2006   | Spacewatch              |
| 212460 -              | 2006 QD28                | 20 agosto 2006   | Spacewatch              |
| 212461 -              | 2006 QT29                | 17 agosto 2006   | NEAT                    |
| 212462 -              | 2006 QH30                | 20 agosto 2006   | NEAT                    |
| 212463 -              | 2006 QP32                | 21 agosto 2006   | NEAT                    |
| 212464 -              | 2006 QK34                | 19 agosto 2006   | Spacewatch              |
| 212465 Goroshky       | 2006 QD40                | 23 agosto 2006   | Andrushivka             |
| 212466 -              | 2006 QA41                | 17 agosto 2006   | NEAT                    |
| 212467 -              | 2006 QC42                | 17 agosto 2006   | NEAT                    |
| 212468 -              | 2006 QL43                | 18 agosto 2006   | Spacewatch              |
| 212469 -              | 2006 QS44                | 19 agosto 2006   | LONEOS                  |
| 212470 -              | 2006 QU44                | 19 agosto 2006   | LONEOS                  |
| 212471 -              | 2006 QH47                | 20 agosto 2006   | NEAT                    |
| 212472 -              | 2006 QQ47                | 20 agosto 2006   | NEAT                    |
| 212473 -              | 2006 QR52                | 23 agosto 2006   | NEAT                    |
| 212474 -              | 2006 QW53                | 16 agosto 2006   | Siding Spring Survey    |
| 212475 -              | 2006 QL62                | 22 agosto 2006   | NEAT                    |
| 212476 -              | 2006 QR65                | 27 agosto 2006   | Spacewatch              |
| 212477 -              | 2006 QK71                | 21 agosto 2006   | Spacewatch              |
| 212478 -              | 2006 QK72                | 21 agosto 2006   | Spacewatch              |
| 212479 -              | 2006 QU78                | 23 agosto 2006   | LINEAR                  |
| 212480 -              | 2006 QB79                | 23 agosto 2006   | NEAT                    |
| 212481 -              | 2006 QM81                | 24 agosto 2006   | NEAT                    |
| 212482 -              | 2006 QQ81                | 24 agosto 2006   | NEAT                    |
| 212483 -              | 2006 QF82                | 25 agosto 2006   | Pises                   |
| 212484 -              | 2006 QC93                | 16 agosto 2006   | NEAT                    |
| 212485 -              | 2006 QS93                | 16 agosto 2006   | NEAT                    |
| 212486 -              | 2006 QE100               | 24 agosto 2006   | LINEAR                  |
| 212487 -              | 2006 QM100               | 24 agosto 2006   | NEAT                    |
| 212488 -              | 2006 QG103               | 27 agosto 2006   | Spacewatch              |
| 212489 -              | 2006 QL113               | 24 agosto 2006   | LINEAR                  |
| 212490 -              | 2006 QL117               | 27 agosto 2006   | LONEOS                  |
| 212491 -              | 2006 QW117               | 27 agosto 2006   | LONEOS                  |
| 212492 -              | 2006 QH122               | 29 agosto 2006   | CSS                     |
| 212493 -              | 2006 QL139               | 17 agosto 2006   | NEAT                    |
| 212494 -              | 2006 QO139               | 17 agosto 2006   | NEAT                    |
| 212495 -              | 2006 QU141               | 18 agosto 2006   | NEAT                    |
| 212496 -              | 2006 QX144               | 29 agosto 2006   | CSS                     |
| 212497 -              | 2006 QV154               | 18 agosto 2006   | NEAT                    |
| 212498 -              | 2006 QS165               | 29 agosto 2006   | CSS                     |
| 212499 -              | 2006 QA168               | 30 agosto 2006   | LONEOS                  |
| 212500 Robertojoppolo | 2006 RT                  | 4 settembre 2006 | Casulli, V. S.          |

## 212501-212600
| Nome              | Designazione provvisoria | Data di scoperta  | Scopritore                  |
| ----------------- | ------------------------ | ----------------- | --------------------------- |
| 212501 -          | 2006 RK6                 | 14 settembre 2006 | CSS                         |
| 212502 -          | 2006 RQ6                 | 14 settembre 2006 | CSS                         |
| 212503 -          | 2006 RS7                 | 12 settembre 2006 | CSS                         |
| 212504 -          | 2006 RK8                 | 12 settembre 2006 | CSS                         |
| 212505 -          | 2006 RT16                | 14 settembre 2006 | CSS                         |
| 212506 -          | 2006 RE17                | 14 settembre 2006 | CSS                         |
| 212507 -          | 2006 RB18                | 14 settembre 2006 | NEAT                        |
| 212508 -          | 2006 RZ18                | 14 settembre 2006 | NEAT                        |
| 212509 -          | 2006 RA20                | 15 settembre 2006 | Spacewatch                  |
| 212510 -          | 2006 RL22                | 15 settembre 2006 | Yeung, W. K. Y.             |
| 212511 -          | 2006 RC27                | 14 settembre 2006 | CSS                         |
| 212512 -          | 2006 RF27                | 14 settembre 2006 | CSS                         |
| 212513 -          | 2006 RB31                | 15 settembre 2006 | LINEAR                      |
| 212514 -          | 2006 RC33                | 15 settembre 2006 | NEAT                        |
| 212515 -          | 2006 RG34                | 12 settembre 2006 | CSS                         |
| 212516 -          | 2006 RM34                | 12 settembre 2006 | CSS                         |
| 212517 -          | 2006 RZ35                | 14 settembre 2006 | CSS                         |
| 212518 -          | 2006 RK36                | 15 settembre 2006 | NEAT                        |
| 212519 -          | 2006 RE40                | 12 settembre 2006 | CSS                         |
| 212520 -          | 2006 RD43                | 14 settembre 2006 | Spacewatch                  |
| 212521 -          | 2006 RK43                | 14 settembre 2006 | Spacewatch                  |
| 212522 -          | 2006 RY46                | 14 settembre 2006 | Spacewatch                  |
| 212523 -          | 2006 RB55                | 14 settembre 2006 | Spacewatch                  |
| 212524 -          | 2006 RO57                | 15 settembre 2006 | Spacewatch                  |
| 212525 -          | 2006 RM61                | 12 settembre 2006 | CSS                         |
| 212526 -          | 2006 RZ67                | 15 settembre 2006 | Spacewatch                  |
| 212527 -          | 2006 RY71                | 15 settembre 2006 | Spacewatch                  |
| 212528 -          | 2006 RE74                | 15 settembre 2006 | Spacewatch                  |
| 212529 -          | 2006 RL74                | 15 settembre 2006 | Spacewatch                  |
| 212530 -          | 2006 RR74                | 15 settembre 2006 | Spacewatch                  |
| 212531 -          | 2006 RD77                | 15 settembre 2006 | Spacewatch                  |
| 212532 -          | 2006 RH78                | 15 settembre 2006 | Spacewatch                  |
| 212533 -          | 2006 RB85                | 15 settembre 2006 | Spacewatch                  |
| 212534 -          | 2006 RK87                | 15 settembre 2006 | Spacewatch                  |
| 212535 -          | 2006 RY89                | 15 settembre 2006 | Spacewatch                  |
| 212536 -          | 2006 RY91                | 15 settembre 2006 | Spacewatch                  |
| 212537 -          | 2006 RM95                | 15 settembre 2006 | Spacewatch                  |
| 212538 -          | 2006 RS95                | 15 settembre 2006 | Spacewatch                  |
| 212539 -          | 2006 RS97                | 15 settembre 2006 | Spacewatch                  |
| 212540 -          | 2006 RR99                | 12 settembre 2006 | CSS                         |
| 212541 -          | 2006 RY104               | 15 settembre 2006 | Spacewatch                  |
| 212542 -          | 2006 SF4                 | 16 settembre 2006 | CSS                         |
| 212543 -          | 2006 SU4                 | 16 settembre 2006 | CSS                         |
| 212544 -          | 2006 SA8                 | 16 settembre 2006 | CSS                         |
| 212545 -          | 2006 SG11                | 16 settembre 2006 | LINEAR                      |
| 212546 -          | 2006 SV19                | 19 settembre 2006 | CSS                         |
| 212547 -          | 2006 SD20                | 18 settembre 2006 | Calvin College              |
| 212548 -          | 2006 SW23                | 18 settembre 2006 | LONEOS                      |
| 212549 -          | 2006 SA24                | 18 settembre 2006 | CSS                         |
| 212550 -          | 2006 SR25                | 16 settembre 2006 | LONEOS                      |
| 212551 -          | 2006 SL30                | 17 settembre 2006 | Spacewatch                  |
| 212552 -          | 2006 SU36                | 17 settembre 2006 | Spacewatch                  |
| 212553 -          | 2006 SY37                | 18 settembre 2006 | Spacewatch                  |
| 212554 -          | 2006 SG43                | 18 settembre 2006 | Spacewatch                  |
| 212555 -          | 2006 SQ46                | 19 settembre 2006 | CSS                         |
| 212556 -          | 2006 SV49                | 19 settembre 2006 | OAM                         |
| 212557 -          | 2006 SW49                | 19 settembre 2006 | OAM                         |
| 212558 -          | 2006 SM50                | 16 settembre 2006 | CSS                         |
| 212559 -          | 2006 SE66                | 19 settembre 2006 | LONEOS                      |
| 212560 -          | 2006 SF66                | 19 settembre 2006 | Spacewatch                  |
| 212561 -          | 2006 SP73                | 19 settembre 2006 | Spacewatch                  |
| 212562 -          | 2006 SY74                | 19 settembre 2006 | Spacewatch                  |
| 212563 -          | 2006 SM80                | 18 settembre 2006 | CSS                         |
| 212564 -          | 2006 SJ81                | 18 settembre 2006 | Spacewatch                  |
| 212565 -          | 2006 SW83                | 18 settembre 2006 | Spacewatch                  |
| 212566 -          | 2006 ST84                | 18 settembre 2006 | Spacewatch                  |
| 212567 -          | 2006 SW85                | 18 settembre 2006 | Spacewatch                  |
| 212568 -          | 2006 SH91                | 18 settembre 2006 | Spacewatch                  |
| 212569 -          | 2006 SL92                | 18 settembre 2006 | Spacewatch                  |
| 212570 -          | 2006 SE94                | 18 settembre 2006 | Spacewatch                  |
| 212571 -          | 2006 SH97                | 18 settembre 2006 | Spacewatch                  |
| 212572 -          | 2006 SG99                | 18 settembre 2006 | Spacewatch                  |
| 212573 -          | 2006 SM106               | 19 settembre 2006 | Spacewatch                  |
| 212574 -          | 2006 SO111               | 22 settembre 2006 | LONEOS                      |
| 212575 -          | 2006 SH115               | 24 settembre 2006 | Spacewatch                  |
| 212576 -          | 2006 SK115               | 24 settembre 2006 | Spacewatch                  |
| 212577 -          | 2006 SK116               | 24 settembre 2006 | Spacewatch                  |
| 212578 -          | 2006 SD123               | 19 settembre 2006 | CSS                         |
| 212579 -          | 2006 SG124               | 19 settembre 2006 | CSS                         |
| 212580 -          | 2006 SN125               | 20 settembre 2006 | CSS                         |
| 212581 -          | 2006 ST133               | 17 settembre 2006 | CSS                         |
| 212582 -          | 2006 SD134               | 20 settembre 2006 | Spacewatch                  |
| 212583 -          | 2006 SS139               | 22 settembre 2006 | LINEAR                      |
| 212584 -          | 2006 SO149               | 19 settembre 2006 | Spacewatch                  |
| 212585 -          | 2006 SQ159               | 23 settembre 2006 | Spacewatch                  |
| 212586 -          | 2006 SD161               | 23 settembre 2006 | Spacewatch                  |
| 212587 Bartasiute | 2006 SQ161               | 23 settembre 2006 | Cernis, K., Zdanavicius, J. |
| 212588 -          | 2006 SK173               | 25 settembre 2006 | Spacewatch                  |
| 212589 -          | 2006 SQ173               | 25 settembre 2006 | LINEAR                      |
| 212590 -          | 2006 SA177               | 25 settembre 2006 | Spacewatch                  |
| 212591 -          | 2006 SO192               | 26 settembre 2006 | Mount Lemmon Survey         |
| 212592 -          | 2006 SH194               | 26 settembre 2006 | Spacewatch                  |
| 212593 -          | 2006 SF206               | 25 settembre 2006 | Mount Lemmon Survey         |
| 212594 -          | 2006 SN208               | 26 settembre 2006 | LINEAR                      |
| 212595 -          | 2006 SZ208               | 26 settembre 2006 | Spacewatch                  |
| 212596 -          | 2006 SF218               | 27 settembre 2006 | OAM                         |
| 212597 -          | 2006 SM220               | 25 settembre 2006 | Spacewatch                  |
| 212598 -          | 2006 SW230               | 26 settembre 2006 | Spacewatch                  |
| 212599 -          | 2006 SN239               | 26 settembre 2006 | Spacewatch                  |
| 212600 -          | 2006 SN241               | 26 settembre 2006 | Mount Lemmon Survey         |

## 212601-212700
| Nome               | Designazione provvisoria | Data di scoperta  | Scopritore                  |
| ------------------ | ------------------------ | ----------------- | --------------------------- |
| 212601 -           | 2006 SO273               | 27 settembre 2006 | Mount Lemmon Survey         |
| 212602 -           | 2006 SG274               | 27 settembre 2006 | Spacewatch                  |
| 212603 -           | 2006 SR275               | 28 settembre 2006 | Spacewatch                  |
| 212604 -           | 2006 SR279               | 28 settembre 2006 | Spacewatch                  |
| 212605 -           | 2006 SO281               | 16 settembre 2006 | CSS                         |
| 212606 Janulis     | 2006 SF285               | 27 settembre 2006 | Cernis, K., Zdanavicius, J. |
| 212607 -           | 2006 SN299               | 26 settembre 2006 | Spacewatch                  |
| 212608 -           | 2006 SL316               | 27 settembre 2006 | Spacewatch                  |
| 212609 -           | 2006 SB320               | 27 settembre 2006 | Spacewatch                  |
| 212610 -           | 2006 ST325               | 27 settembre 2006 | Spacewatch                  |
| 212611 -           | 2006 SU353               | 30 settembre 2006 | CSS                         |
| 212612 -           | 2006 SQ358               | 30 settembre 2006 | CSS                         |
| 212613 -           | 2006 SY365               | 30 settembre 2006 | Mount Lemmon Survey         |
| 212614 -           | 2006 SZ385               | 29 settembre 2006 | Becker, A. C.               |
| 212615 -           | 2006 SV386               | 30 settembre 2006 | Spacewatch                  |
| 212616 -           | 2006 SF396               | 16 settembre 2006 | Spacewatch                  |
| 212617 -           | 2006 SJ399               | 17 settembre 2006 | Spacewatch                  |
| 212618 -           | 2006 SK407               | 19 settembre 2006 | Spacewatch                  |
| 212619 -           | 2006 TD9                 | 11 ottobre 2006   | Spacewatch                  |
| 212620 -           | 2006 TF15                | 11 ottobre 2006   | Spacewatch                  |
| 212621 -           | 2006 TC18                | 11 ottobre 2006   | Spacewatch                  |
| 212622 -           | 2006 TU21                | 11 ottobre 2006   | Spacewatch                  |
| 212623 -           | 2006 TB22                | 11 ottobre 2006   | Spacewatch                  |
| 212624 -           | 2006 TD25                | 12 ottobre 2006   | Spacewatch                  |
| 212625 -           | 2006 TZ26                | 12 ottobre 2006   | Spacewatch                  |
| 212626 -           | 2006 TZ27                | 12 ottobre 2006   | Spacewatch                  |
| 212627 -           | 2006 TW28                | 12 ottobre 2006   | Spacewatch                  |
| 212628 -           | 2006 TR41                | 12 ottobre 2006   | NEAT                        |
| 212629 -           | 2006 TC49                | 12 ottobre 2006   | NEAT                        |
| 212630 -           | 2006 TK54                | 12 ottobre 2006   | NEAT                        |
| 212631 Hsinchu     | 2006 TW56                | 14 ottobre 2006   | Lin, C.-S., Ye, Q.-z.       |
| 212632 -           | 2006 TY94                | 15 ottobre 2006   | San Marcello                |
| 212633 -           | 2006 TV95                | 12 ottobre 2006   | NEAT                        |
| 212634 -           | 2006 TB105               | 15 ottobre 2006   | Spacewatch                  |
| 212635 -           | 2006 TJ106               | 15 ottobre 2006   | Spacewatch                  |
| 212636 -           | 2006 TQ109               | 4 ottobre 2006    | Mount Lemmon Survey         |
| 212637 -           | 2006 TC110               | 12 ottobre 2006   | NEAT                        |
| 212638 -           | 2006 UE2                 | 16 ottobre 2006   | Bickel, W.                  |
| 212639 -           | 2006 UB5                 | 16 ottobre 2006   | Spacewatch                  |
| 212640 -           | 2006 UD25                | 16 ottobre 2006   | Spacewatch                  |
| 212641 -           | 2006 UP28                | 16 ottobre 2006   | Spacewatch                  |
| 212642 -           | 2006 UJ33                | 16 ottobre 2006   | Spacewatch                  |
| 212643 -           | 2006 UW35                | 16 ottobre 2006   | Spacewatch                  |
| 212644 -           | 2006 UA38                | 16 ottobre 2006   | Spacewatch                  |
| 212645 -           | 2006 UF39                | 16 ottobre 2006   | Spacewatch                  |
| 212646 -           | 2006 UV52                | 17 ottobre 2006   | Mount Lemmon Survey         |
| 212647 -           | 2006 UX67                | 16 ottobre 2006   | CSS                         |
| 212648 -           | 2006 UH68                | 16 ottobre 2006   | CSS                         |
| 212649 -           | 2006 UW80                | 17 ottobre 2006   | CSS                         |
| 212650 -           | 2006 UF91                | 17 ottobre 2006   | Spacewatch                  |
| 212651 -           | 2006 UK103               | 18 ottobre 2006   | Spacewatch                  |
| 212652 -           | 2006 UF116               | 19 ottobre 2006   | CSS                         |
| 212653 -           | 2006 UG124               | 19 ottobre 2006   | CSS                         |
| 212654 -           | 2006 UM125               | 19 ottobre 2006   | Spacewatch                  |
| 212655 -           | 2006 UN135               | 19 ottobre 2006   | Spacewatch                  |
| 212656 -           | 2006 UW163               | 21 ottobre 2006   | Mount Lemmon Survey         |
| 212657 -           | 2006 UF173               | 22 ottobre 2006   | Spacewatch                  |
| 212658 -           | 2006 UX178               | 16 ottobre 2006   | CSS                         |
| 212659 -           | 2006 UQ195               | 20 ottobre 2006   | Spacewatch                  |
| 212660 -           | 2006 US195               | 20 ottobre 2006   | Mount Lemmon Survey         |
| 212661 -           | 2006 UL213               | 23 ottobre 2006   | Spacewatch                  |
| 212662 -           | 2006 UV218               | 16 ottobre 2006   | CSS                         |
| 212663 -           | 2006 UB233               | 21 ottobre 2006   | NEAT                        |
| 212664 -           | 2006 UF233               | 21 ottobre 2006   | NEAT                        |
| 212665 -           | 2006 UR237               | 23 ottobre 2006   | Spacewatch                  |
| 212666 -           | 2006 UY246               | 27 ottobre 2006   | Mount Lemmon Survey         |
| 212667 -           | 2006 UU253               | 27 ottobre 2006   | Mount Lemmon Survey         |
| 212668 -           | 2006 UL256               | 28 ottobre 2006   | Spacewatch                  |
| 212669 -           | 2006 UL278               | 28 ottobre 2006   | Spacewatch                  |
| 212670 -           | 2006 UB322               | 16 ottobre 2006   | Spacewatch                  |
| 212671 -           | 2006 UB328               | 19 ottobre 2006   | Mount Lemmon Survey         |
| 212672 -           | 2006 UP332               | 21 ottobre 2006   | Becker, A. C.               |
| 212673 -           | 2006 UO333               | 22 ottobre 2006   | Becker, A. C.               |
| 212674 -           | 2006 VL1                 | 1 novembre 2006   | Mount Lemmon Survey         |
| 212675 -           | 2006 VN17                | 9 novembre 2006   | Spacewatch                  |
| 212676 -           | 2006 VK21                | 10 novembre 2006  | Spacewatch                  |
| 212677 -           | 2006 VE45                | 9 novembre 2006   | Ries, W.                    |
| 212678 -           | 2006 VX59                | 11 novembre 2006  | Spacewatch                  |
| 212679 -           | 2006 VK67                | 11 novembre 2006  | Spacewatch                  |
| 212680 -           | 2006 VZ97                | 11 novembre 2006  | Spacewatch                  |
| 212681 -           | 2006 VP99                | 11 novembre 2006  | Mount Lemmon Survey         |
| 212682 -           | 2006 VT109               | 13 novembre 2006  | CSS                         |
| 212683 -           | 2006 VL169               | 11 novembre 2006  | Spacewatch                  |
| 212684 -           | 2006 WF60                | 17 novembre 2006  | LINEAR                      |
| 212685 -           | 2006 WK70                | 18 novembre 2006  | Spacewatch                  |
| 212686 -           | 2006 WV74                | 18 novembre 2006  | Spacewatch                  |
| 212687 -           | 2006 WL82                | 18 novembre 2006  | Spacewatch                  |
| 212688 -           | 2006 WR106               | 19 novembre 2006  | CSS                         |
| 212689 -           | 2006 WF159               | 22 novembre 2006  | Spacewatch                  |
| 212690 -           | 2006 WW181               | 24 novembre 2006  | Mount Lemmon Survey         |
| 212691 -           | 2006 XJ25                | 12 dicembre 2006  | LINEAR                      |
| 212692 Lazauskaite | 2007 FT20                | 23 marzo 2007     | Moletai                     |
| 212693 -           | 2007 HD18                | 16 aprile 2007    | CSS                         |
| 212694 -           | 2007 PT11                | 12 agosto 2007    | PMO NEO Survey Program      |
| 212695 -           | 2007 PQ38                | 14 agosto 2007    | Siding Spring Survey        |
| 212696 -           | 2007 PH39                | 15 agosto 2007    | OAM                         |
| 212697 -           | 2007 PF40                | 10 agosto 2007    | Spacewatch                  |
| 212698 -           | 2007 PA41                | 13 agosto 2007    | LINEAR                      |
| 212699 -           | 2007 QN3                 | 23 agosto 2007    | Chante-Perdrix              |
| 212700 -           | 2007 QJ6                 | 21 agosto 2007    | LONEOS                      |

## 212701-212800
| Nome                 | Designazione provvisoria | Data di scoperta  | Scopritore                        |
| -------------------- | ------------------------ | ----------------- | --------------------------------- |
| 212701 -             | 2007 QR9                 | 22 agosto 2007    | LINEAR                            |
| 212702 -             | 2007 QQ11                | 23 agosto 2007    | Spacewatch                        |
| 212703 -             | 2007 RA13                | 2 settembre 2007  | CSS                               |
| 212704 -             | 2007 RA14                | 8 settembre 2007  | OAM                               |
| 212705 Friûl         | 2007 RF15                | 12 settembre 2007 | Remanzacco                        |
| 212706 -             | 2007 RU16                | 12 settembre 2007 | Tucker, R. A.                     |
| 212707 -             | 2007 RD17                | 13 settembre 2007 | Mount Lemmon Survey               |
| 212708 -             | 2007 RW24                | 4 settembre 2007  | Mount Lemmon Survey               |
| 212709 -             | 2007 RC39                | 8 settembre 2007  | CSS                               |
| 212710 -             | 2007 RS39                | 9 settembre 2007  | Spacewatch                        |
| 212711 -             | 2007 RE45                | 9 settembre 2007  | Spacewatch                        |
| 212712 -             | 2007 RW46                | 9 settembre 2007  | Spacewatch                        |
| 212713 -             | 2007 RN57                | 9 settembre 2007  | Spacewatch                        |
| 212714 -             | 2007 RY57                | 9 settembre 2007  | LONEOS                            |
| 212715 -             | 2007 RO92                | 10 settembre 2007 | Mount Lemmon Survey               |
| 212716 -             | 2007 RY103               | 11 settembre 2007 | CSS                               |
| 212717 -             | 2007 RH118               | 11 settembre 2007 | Mount Lemmon Survey               |
| 212718 -             | 2007 RO126               | 12 settembre 2007 | Mount Lemmon Survey               |
| 212719 -             | 2007 RN127               | 12 settembre 2007 | Mount Lemmon Survey               |
| 212720 -             | 2007 RA128               | 12 settembre 2007 | Mount Lemmon Survey               |
| 212721 -             | 2007 RX134               | 12 settembre 2007 | LONEOS                            |
| 212722 -             | 2007 RM135               | 13 settembre 2007 | LONEOS                            |
| 212723 Klitschko     | 2007 RN138               | 14 settembre 2007 | Andrushivka                       |
| 212724 -             | 2007 RP144               | 14 settembre 2007 | LINEAR                            |
| 212725 -             | 2007 RC145               | 14 settembre 2007 | LINEAR                            |
| 212726 -             | 2007 RD145               | 14 settembre 2007 | LINEAR                            |
| 212727 -             | 2007 RW161               | 13 settembre 2007 | Mount Lemmon Survey               |
| 212728 -             | 2007 RK162               | 13 settembre 2007 | Mount Lemmon Survey               |
| 212729 -             | 2007 RJ168               | 10 settembre 2007 | Spacewatch                        |
| 212730 -             | 2007 RG184               | 13 settembre 2007 | Spacewatch                        |
| 212731 -             | 2007 RF188               | 9 settembre 2007  | Spacewatch                        |
| 212732 -             | 2007 RL193               | 12 settembre 2007 | CSS                               |
| 212733 -             | 2007 RV194               | 12 settembre 2007 | LONEOS                            |
| 212734 -             | 2007 RX235               | 12 settembre 2007 | Mount Lemmon Survey               |
| 212735 -             | 2007 RT242               | 15 settembre 2007 | LINEAR                            |
| 212736 -             | 2007 RC244               | 15 settembre 2007 | LINEAR                            |
| 212737 -             | 2007 RZ252               | 13 settembre 2007 | Mount Lemmon Survey               |
| 212738 -             | 2007 RJ271               | 15 settembre 2007 | Mount Lemmon Survey               |
| 212739 -             | 2007 RN271               | 15 settembre 2007 | Mount Lemmon Survey               |
| 212740 -             | 2007 RZ273               | 15 settembre 2007 | Spacewatch                        |
| 212741 -             | 2007 RH277               | 5 settembre 2007  | CSS                               |
| 212742 -             | 2007 RU277               | 5 settembre 2007  | CSS                               |
| 212743 -             | 2007 RT289               | 14 settembre 2007 | CSS                               |
| 212744 -             | 2007 RL296               | 15 settembre 2007 | Mount Lemmon Survey               |
| 212745 -             | 2007 SG19                | 18 settembre 2007 | Mount Lemmon Survey               |
| 212746 -             | 2007 SF20                | 18 settembre 2007 | Mount Lemmon Survey               |
| 212747 -             | 2007 TY                  | 2 ottobre 2007    | Astronomical Research Observatory |
| 212748 -             | 2007 TB2                 | 4 ottobre 2007    | Spacewatch                        |
| 212749 -             | 2007 TM4                 | 6 ottobre 2007    | Yeung, W. K. Y.                   |
| 212750 -             | 2007 TW6                 | 6 ottobre 2007    | OAM                               |
| 212751 -             | 2007 TD9                 | 6 ottobre 2007    | LINEAR                            |
| 212752 -             | 2007 TA10                | 6 ottobre 2007    | LINEAR                            |
| 212753 -             | 2007 TE11                | 6 ottobre 2007    | LINEAR                            |
| 212754 -             | 2007 TL12                | 6 ottobre 2007    | LINEAR                            |
| 212755 -             | 2007 TW12                | 6 ottobre 2007    | LINEAR                            |
| 212756 -             | 2007 TY16                | 7 ottobre 2007    | Calvin College                    |
| 212757 -             | 2007 TZ19                | 6 ottobre 2007    | LINEAR                            |
| 212758 -             | 2007 TR27                | 4 ottobre 2007    | Spacewatch                        |
| 212759 -             | 2007 TM29                | 4 ottobre 2007    | Spacewatch                        |
| 212760 -             | 2007 TF38                | 4 ottobre 2007    | CSS                               |
| 212761 -             | 2007 TA40                | 6 ottobre 2007    | Spacewatch                        |
| 212762 -             | 2007 TN40                | 6 ottobre 2007    | Spacewatch                        |
| 212763 -             | 2007 TH44                | 7 ottobre 2007    | Spacewatch                        |
| 212764 -             | 2007 TU57                | 4 ottobre 2007    | Spacewatch                        |
| 212765 -             | 2007 TK63                | 7 ottobre 2007    | Mount Lemmon Survey               |
| 212766 -             | 2007 TK66                | 8 ottobre 2007    | Ferrando, R.                      |
| 212767 -             | 2007 TG70                | 10 ottobre 2007   | Mount Lemmon Survey               |
| 212768 -             | 2007 TO70                | 12 ottobre 2007   | Tucker, R. A.                     |
| 212769 -             | 2007 TZ78                | 5 ottobre 2007    | Spacewatch                        |
| 212770 -             | 2007 TL79                | 5 ottobre 2007    | Spacewatch                        |
| 212771 -             | 2007 TZ87                | 8 ottobre 2007    | Mount Lemmon Survey               |
| 212772 -             | 2007 TZ92                | 6 ottobre 2007    | Spacewatch                        |
| 212773 -             | 2007 TA115               | 8 ottobre 2007    | LONEOS                            |
| 212774 -             | 2007 TR118               | 9 ottobre 2007    | LONEOS                            |
| 212775 -             | 2007 TC120               | 7 ottobre 2007    | CSS                               |
| 212776 -             | 2007 TQ125               | 6 ottobre 2007    | Spacewatch                        |
| 212777 -             | 2007 TH139               | 9 ottobre 2007    | Spacewatch                        |
| 212778 -             | 2007 TW141               | 9 ottobre 2007    | Mount Lemmon Survey               |
| 212779 -             | 2007 TA143               | 15 ottobre 2007   | Chante-Perdrix                    |
| 212780 -             | 2007 TQ158               | 9 ottobre 2007    | LINEAR                            |
| 212781 -             | 2007 TU165               | 11 ottobre 2007   | LINEAR                            |
| 212782 -             | 2007 TT186               | 13 ottobre 2007   | LINEAR                            |
| 212783 -             | 2007 TO203               | 8 ottobre 2007    | Mount Lemmon Survey               |
| 212784 -             | 2007 TV212               | 7 ottobre 2007    | Spacewatch                        |
| 212785 -             | 2007 TG213               | 7 ottobre 2007    | Spacewatch                        |
| 212786 -             | 2007 TC217               | 7 ottobre 2007    | Spacewatch                        |
| 212787 -             | 2007 TF221               | 9 ottobre 2007    | Spacewatch                        |
| 212788 -             | 2007 TK221               | 9 ottobre 2007    | Spacewatch                        |
| 212789 -             | 2007 TH226               | 8 ottobre 2007    | CSS                               |
| 212790 -             | 2007 TX228               | 8 ottobre 2007    | Spacewatch                        |
| 212791 -             | 2007 TN232               | 8 ottobre 2007    | Spacewatch                        |
| 212792 -             | 2007 TZ233               | 8 ottobre 2007    | Spacewatch                        |
| 212793 -             | 2007 TQ242               | 8 ottobre 2007    | CSS                               |
| 212794 -             | 2007 TM243               | 8 ottobre 2007    | CSS                               |
| 212795 Fangjiancheng | 2007 TD247               | 9 ottobre 2007    | PMO NEO Survey Program            |
| 212796 Guoyonghuai   | 2007 TE247               | 9 ottobre 2007    | PMO NEO Survey Program            |
| 212797 Lipei         | 2007 TG247               | 9 ottobre 2007    | PMO NEO Survey Program            |
| 212798 -             | 2007 TK257               | 10 ottobre 2007   | Spacewatch                        |
| 212799 -             | 2007 TB289               | 11 ottobre 2007   | CSS                               |
| 212800 -             | 2007 TN292               | 8 ottobre 2007    | Mount Lemmon Survey               |

## 212801-212900
| Nome     | Designazione provvisoria | Data di scoperta | Scopritore          |
| -------- | ------------------------ | ---------------- | ------------------- |
| 212801 - | 2007 TR299               | 12 ottobre 2007  | Spacewatch          |
| 212802 - | 2007 TZ315               | 12 ottobre 2007  | Spacewatch          |
| 212803 - | 2007 TS317               | 12 ottobre 2007  | Spacewatch          |
| 212804 - | 2007 TY358               | 14 ottobre 2007  | Spacewatch          |
| 212805 - | 2007 TU361               | 14 ottobre 2007  | Mount Lemmon Survey |
| 212806 - | 2007 TK362               | 14 ottobre 2007  | Mount Lemmon Survey |
| 212807 - | 2007 TR366               | 9 ottobre 2007   | Spacewatch          |
| 212808 - | 2007 TK368               | 10 ottobre 2007  | CSS                 |
| 212809 - | 2007 TW379               | 14 ottobre 2007  | Spacewatch          |
| 212810 - | 2007 TK380               | 14 ottobre 2007  | Spacewatch          |
| 212811 - | 2007 TE388               | 13 ottobre 2007  | Mount Lemmon Survey |
| 212812 - | 2007 TX391               | 15 ottobre 2007  | CSS                 |
| 212813 - | 2007 TH392               | 15 ottobre 2007  | CSS                 |
| 212814 - | 2007 TC400               | 15 ottobre 2007  | Spacewatch          |
| 212815 - | 2007 TF430               | 13 ottobre 2007  | Spacewatch          |
| 212816 - | 2007 TM436               | 7 ottobre 2007   | LONEOS              |
| 212817 - | 2007 UH1                 | 16 ottobre 2007  | BATTeRS             |
| 212818 - | 2007 UN1                 | 16 ottobre 2007  | BATTeRS             |
| 212819 - | 2007 UJ2                 | 18 ottobre 2007  | Lowe, A.            |
| 212820 - | 2007 UJ14                | 16 ottobre 2007  | Spacewatch          |
| 212821 - | 2007 UV15                | 18 ottobre 2007  | Mount Lemmon Survey |
| 212822 - | 2007 UU17                | 18 ottobre 2007  | Spacewatch          |
| 212823 - | 2007 UW19                | 18 ottobre 2007  | Mount Lemmon Survey |
| 212824 - | 2007 UL25                | 16 ottobre 2007  | Spacewatch          |
| 212825 - | 2007 UV25                | 16 ottobre 2007  | Spacewatch          |
| 212826 - | 2007 UZ31                | 19 ottobre 2007  | LONEOS              |
| 212827 - | 2007 UT33                | 16 ottobre 2007  | CSS                 |
| 212828 - | 2007 UP47                | 19 ottobre 2007  | LONEOS              |
| 212829 - | 2007 UE50                | 24 ottobre 2007  | Mount Lemmon Survey |
| 212830 - | 2007 UC55                | 30 ottobre 2007  | Spacewatch          |
| 212831 - | 2007 UK64                | 30 ottobre 2007  | CSS                 |
| 212832 - | 2007 UX66                | 30 ottobre 2007  | Spacewatch          |
| 212833 - | 2007 UO67                | 30 ottobre 2007  | Mount Lemmon Survey |
| 212834 - | 2007 UO71                | 30 ottobre 2007  | CSS                 |
| 212835 - | 2007 UX71                | 31 ottobre 2007  | Spacewatch          |
| 212836 - | 2007 UN83                | 30 ottobre 2007  | Spacewatch          |
| 212837 - | 2007 UQ84                | 30 ottobre 2007  | Spacewatch          |
| 212838 - | 2007 UX84                | 30 ottobre 2007  | Spacewatch          |
| 212839 - | 2007 UR85                | 30 ottobre 2007  | Spacewatch          |
| 212840 - | 2007 UU91                | 30 ottobre 2007  | Mount Lemmon Survey |
| 212841 - | 2007 UV98                | 30 ottobre 2007  | Spacewatch          |
| 212842 - | 2007 UH104               | 30 ottobre 2007  | Spacewatch          |
| 212843 - | 2007 UV112               | 30 ottobre 2007  | Mount Lemmon Survey |
| 212844 - | 2007 UU121               | 30 ottobre 2007  | Spacewatch          |
| 212845 - | 2007 VD2                 | 2 novembre 2007  | LINEAR              |
| 212846 - | 2007 VP7                 | 3 novembre 2007  | Healy, D.           |
| 212847 - | 2007 VD19                | 1 novembre 2007  | Mount Lemmon Survey |
| 212848 - | 2007 VW34                | 3 novembre 2007  | Yeung, W. K. Y.     |
| 212849 - | 2007 VJ36                | 2 novembre 2007  | Mount Lemmon Survey |
| 212850 - | 2007 VL54                | 1 novembre 2007  | Spacewatch          |
| 212851 - | 2007 VN60                | 1 novembre 2007  | Spacewatch          |
| 212852 - | 2007 VM63                | 1 novembre 2007  | Spacewatch          |
| 212853 - | 2007 VS63                | 1 novembre 2007  | Spacewatch          |
| 212854 - | 2007 VU72                | 1 novembre 2007  | Spacewatch          |
| 212855 - | 2007 VW72                | 1 novembre 2007  | Spacewatch          |
| 212856 - | 2007 VX73                | 3 novembre 2007  | Spacewatch          |
| 212857 - | 2007 VK84                | 5 novembre 2007  | CSS                 |
| 212858 - | 2007 VM85                | 2 novembre 2007  | LINEAR              |
| 212859 - | 2007 VQ91                | 7 novembre 2007  | BATTeRS             |
| 212860 - | 2007 VJ105               | 3 novembre 2007  | Spacewatch          |
| 212861 - | 2007 VZ106               | 3 novembre 2007  | Spacewatch          |
| 212862 - | 2007 VF111               | 3 novembre 2007  | Spacewatch          |
| 212863 - | 2007 VN114               | 3 novembre 2007  | Spacewatch          |
| 212864 - | 2007 VN115               | 3 novembre 2007  | Spacewatch          |
| 212865 - | 2007 VX119               | 5 novembre 2007  | Spacewatch          |
| 212866 - | 2007 VL123               | 5 novembre 2007  | Mount Lemmon Survey |
| 212867 - | 2007 VL127               | 1 novembre 2007  | Mount Lemmon Survey |
| 212868 - | 2007 VB143               | 4 novembre 2007  | Spacewatch          |
| 212869 - | 2007 VW152               | 2 novembre 2007  | Spacewatch          |
| 212870 - | 2007 VX166               | 5 novembre 2007  | Mount Lemmon Survey |
| 212871 - | 2007 VG169               | 5 novembre 2007  | Spacewatch          |
| 212872 - | 2007 VT173               | 2 novembre 2007  | CSS                 |
| 212873 - | 2007 VP184               | 6 novembre 2007  | Kocher, P.          |
| 212874 - | 2007 VC185               | 12 novembre 2007 | BATTeRS             |
| 212875 - | 2007 VM188               | 7 novembre 2007  | LINEAR              |
| 212876 - | 2007 VD219               | 9 novembre 2007  | Spacewatch          |
| 212877 - | 2007 VB229               | 7 novembre 2007  | Spacewatch          |
| 212878 - | 2007 VA230               | 7 novembre 2007  | Spacewatch          |
| 212879 - | 2007 VH230               | 7 novembre 2007  | Spacewatch          |
| 212880 - | 2007 VK232               | 7 novembre 2007  | Spacewatch          |
| 212881 - | 2007 VC235               | 9 novembre 2007  | Spacewatch          |
| 212882 - | 2007 VT238               | 13 novembre 2007 | Spacewatch          |
| 212883 - | 2007 VV241               | 12 novembre 2007 | CSS                 |
| 212884 - | 2007 VD252               | 12 novembre 2007 | Mount Lemmon Survey |
| 212885 - | 2007 VP253               | 14 novembre 2007 | LONEOS              |
| 212886 - | 2007 VC270               | 15 novembre 2007 | LINEAR              |
| 212887 - | 2007 VV272               | 11 novembre 2007 | CSS                 |
| 212888 - | 2007 VU284               | 14 novembre 2007 | Spacewatch          |
| 212889 - | 2007 VK286               | 14 novembre 2007 | Spacewatch          |
| 212890 - | 2007 VE287               | 15 novembre 2007 | LONEOS              |
| 212891 - | 2007 VW290               | 14 novembre 2007 | Spacewatch          |
| 212892 - | 2007 VV291               | 14 novembre 2007 | Spacewatch          |
| 212893 - | 2007 VG293               | 15 novembre 2007 | CSS                 |
| 212894 - | 2007 VV306               | 2 novembre 2007  | Spacewatch          |
| 212895 - | 2007 VS309               | 2 novembre 2007  | Spacewatch          |
| 212896 - | 2007 WR                  | 17 novembre 2007 | Lacruz, J.          |
| 212897 - | 2007 WE4                 | 18 novembre 2007 | LINEAR              |
| 212898 - | 2007 WT5                 | 17 novembre 2007 | LINEAR              |
| 212899 - | 2007 WH11                | 17 novembre 2007 | CSS                 |
| 212900 - | 2007 WH18                | 18 novembre 2007 | Mount Lemmon Survey |

## 212901-213000
| Nome                | Designazione provvisoria | Data di scoperta  | Scopritore                                                |
| ------------------- | ------------------------ | ----------------- | --------------------------------------------------------- |
| 212901 -            | 2007 WR18                | 18 novembre 2007  | Mount Lemmon Survey                                       |
| 212902 -            | 2007 WY31                | 19 novembre 2007  | Mount Lemmon Survey                                       |
| 212903 -            | 2007 WZ38                | 19 novembre 2007  | Spacewatch                                                |
| 212904 -            | 2007 XB4                 | 3 dicembre 2007   | CSS                                                       |
| 212905 -            | 2007 XN4                 | 3 dicembre 2007   | CSS                                                       |
| 212906 -            | 2007 XN7                 | 4 dicembre 2007   | CSS                                                       |
| 212907 -            | 2007 XO7                 | 4 dicembre 2007   | CSS                                                       |
| 212908 -            | 2007 XD8                 | 4 dicembre 2007   | Mount Lemmon Survey                                       |
| 212909 -            | 2007 XQ15                | 8 dicembre 2007   | BATTeRS                                                   |
| 212910 -            | 2007 XF22                | 10 dicembre 2007  | LINEAR                                                    |
| 212911 -            | 2007 XG22                | 10 dicembre 2007  | LINEAR                                                    |
| 212912 -            | 2007 XY34                | 13 dicembre 2007  | LINEAR                                                    |
| 212913 -            | 2007 XF38                | 13 dicembre 2007  | LINEAR                                                    |
| 212914 -            | 2007 XL44                | 15 dicembre 2007  | Spacewatch                                                |
| 212915 -            | 2007 XH47                | 15 dicembre 2007  | Spacewatch                                                |
| 212916 -            | 2007 XM50                | 11 dicembre 2007  | Cerro Burek                                               |
| 212917 -            | 2007 YR                  | 16 dicembre 2007  | Bickel, W.                                                |
| 212918 -            | 2007 YL4                 | 16 dicembre 2007  | Spacewatch                                                |
| 212919 -            | 2007 YL13                | 17 dicembre 2007  | Mount Lemmon Survey                                       |
| 212920 -            | 2007 YN21                | 16 dicembre 2007  | Spacewatch                                                |
| 212921 -            | 2007 YD23                | 16 dicembre 2007  | Mount Lemmon Survey                                       |
| 212922 -            | 2007 YL32                | 28 dicembre 2007  | Spacewatch                                                |
| 212923 -            | 2007 YZ53                | 31 dicembre 2007  | CSS                                                       |
| 212924 Yurishevchuk | 2008 AK1                 | 6 gennaio 2008    | Zelenchukskaya Stn                                        |
| 212925 -            | 2008 AL31                | 10 gennaio 2008   | Calvin College                                            |
| 212926 -            | 2008 AD43                | 10 gennaio 2008   | CSS                                                       |
| 212927 -            | 2008 AL95                | 14 gennaio 2008   | Spacewatch                                                |
| 212928 -            | 2008 AK106               | 15 gennaio 2008   | Mount Lemmon Survey                                       |
| 212929 Satovski     | 2008 AD112               | 15 gennaio 2008   | Zelenchukskaya Stn                                        |
| 212930 -            | 2008 BX6                 | 16 gennaio 2008   | Spacewatch                                                |
| 212931 -            | 2008 BZ10                | 18 gennaio 2008   | Spacewatch                                                |
| 212932 -            | 2008 CS204               | 3 febbraio 2008   | CSS                                                       |
| 212933 -            | 2008 DQ8                 | 25 febbraio 2008  | Mount Lemmon Survey                                       |
| 212934 -            | 2008 SN81                | 23 settembre 2008 | Mount Lemmon Survey                                       |
| 212935 -            | 2008 UH96                | 24 ottobre 2008   | LINEAR                                                    |
| 212936 -            | 2008 UX248               | 26 ottobre 2008   | Mount Lemmon Survey                                       |
| 212937 -            | 2008 UD291               | 28 ottobre 2008   | Spacewatch                                                |
| 212938 -            | 2008 UE346               | 31 ottobre 2008   | Mount Lemmon Survey                                       |
| 212939 -            | 2008 WL91                | 23 novembre 2008  | Mount Lemmon Survey                                       |
| 212940 -            | 2008 YS17                | 21 dicembre 2008  | Mount Lemmon Survey                                       |
| 212941 -            | 2008 YR22                | 21 dicembre 2008  | Mount Lemmon Survey                                       |
| 212942 -            | 2008 YC30                | 30 dicembre 2008  | Lowe, A.                                                  |
| 212943 -            | 2008 YX39                | 29 dicembre 2008  | Mount Lemmon Survey                                       |
| 212944 -            | 2008 YE51                | 29 dicembre 2008  | Mount Lemmon Survey                                       |
| 212945 -            | 2008 YS65                | 30 dicembre 2008  | Mount Lemmon Survey                                       |
| 212946 -            | 2008 YU145               | 30 dicembre 2008  | Spacewatch                                                |
| 212947 -            | 2009 AC28                | 3 gennaio 2009    | Spacewatch                                                |
| 212948 -            | 2009 BZ8                 | 17 gennaio 2009   | LINEAR                                                    |
| 212949 -            | 2009 BV23                | 17 gennaio 2009   | Spacewatch                                                |
| 212950 -            | 2009 BZ23                | 17 gennaio 2009   | Spacewatch                                                |
| 212951 -            | 2009 BB40                | 16 gennaio 2009   | Spacewatch                                                |
| 212952 -            | 2009 BP40                | 16 gennaio 2009   | Spacewatch                                                |
| 212953 -            | 2009 BU44                | 16 gennaio 2009   | Spacewatch                                                |
| 212954 -            | 2009 BL46                | 16 gennaio 2009   | Spacewatch                                                |
| 212955 -            | 2009 BF47                | 16 gennaio 2009   | Spacewatch                                                |
| 212956 -            | 2009 BH51                | 16 gennaio 2009   | Spacewatch                                                |
| 212957 -            | 2009 BY57                | 20 gennaio 2009   | Spacewatch                                                |
| 212958 -            | 2009 BW61                | 18 gennaio 2009   | Mount Lemmon Survey                                       |
| 212959 -            | 2009 BD65                | 20 gennaio 2009   | Spacewatch                                                |
| 212960 -            | 2009 BB66                | 20 gennaio 2009   | Spacewatch                                                |
| 212961 -            | 2009 BD66                | 20 gennaio 2009   | Spacewatch                                                |
| 212962 -            | 2009 BV72                | 29 gennaio 2009   | Chante-Perdrix                                            |
| 212963 -            | 2009 BZ72                | 29 gennaio 2009   | Chante-Perdrix                                            |
| 212964 -            | 2009 BZ75                | 25 gennaio 2009   | Spacewatch                                                |
| 212965 -            | 2009 BV87                | 25 gennaio 2009   | Spacewatch                                                |
| 212966 -            | 2009 BF102               | 29 gennaio 2009   | Mount Lemmon Survey                                       |
| 212967 -            | 2009 BK102               | 29 gennaio 2009   | CSS                                                       |
| 212968 -            | 2009 BH104               | 25 gennaio 2009   | Spacewatch                                                |
| 212969 -            | 2009 BK107               | 29 gennaio 2009   | Spacewatch                                                |
| 212970 -            | 2009 BY109               | 30 gennaio 2009   | Mount Lemmon Survey                                       |
| 212971 -            | 2009 BA121               | 31 gennaio 2009   | Spacewatch                                                |
| 212972 -            | 2009 BQ123               | 31 gennaio 2009   | Spacewatch                                                |
| 212973 -            | 2009 BN146               | 30 gennaio 2009   | Mount Lemmon Survey                                       |
| 212974 -            | 2009 BQ155               | 31 gennaio 2009   | Spacewatch                                                |
| 212975 -            | 2009 BJ156               | 31 gennaio 2009   | Spacewatch                                                |
| 212976 -            | 2009 BK167               | 24 gennaio 2009   | Cerro Burek                                               |
| 212977 Birutė       | 2009 CT3                 | 2 febbraio 2009   | Moletai                                                   |
| 212978 -            | 2009 CT25                | 1 febbraio 2009   | Spacewatch                                                |
| 212979 -            | 2009 CN34                | 2 febbraio 2009   | Spacewatch                                                |
| 212980 -            | 2009 CW37                | 14 febbraio 2009  | BATTeRS                                                   |
| 212981 Majalitović  | 2009 CH51                | 14 febbraio 2009  | OAM                                                       |
| 212982 -            | 2009 CC52                | 14 febbraio 2009  | Mount Lemmon Survey                                       |
| 212983 -            | 2009 CW52                | 14 febbraio 2009  | Mount Lemmon Survey                                       |
| 212984 -            | 2009 DC                  | 17 febbraio 2009  | Lowe, A.                                                  |
| 212985 -            | 2009 DZ5                 | 16 febbraio 2009  | Spacewatch                                                |
| 212986 -            | 2009 DG14                | 19 febbraio 2009  | CSS                                                       |
| 212987 -            | 2009 DO16                | 17 febbraio 2009  | OAM                                                       |
| 212988 -            | 2009 DA18                | 19 febbraio 2009  | Spacewatch                                                |
| 212989 -            | 2009 DZ22                | 19 febbraio 2009  | Spacewatch                                                |
| 212990 -            | 2009 DT24                | 21 febbraio 2009  | Spacewatch                                                |
| 212991 Garcíalorca  | 2009 DE30                | 23 febbraio 2009  | Hormuth, F.                                               |
| 212992 -            | 2009 DW56                | 22 febbraio 2009  | Spacewatch                                                |
| 212993 -            | 2132 P-L                 | 24 settembre 1960 | van Houten, C. J., van Houten-Groeneveld, I., Gehrels, T. |
| 212994 -            | 6598 P-L                 | 24 settembre 1960 | van Houten, C. J., van Houten-Groeneveld, I., Gehrels, T. |
| 212995 -            | 1230 T-2                 | 29 settembre 1973 | van Houten, C. J., van Houten-Groeneveld, I., Gehrels, T. |
| 212996 -            | 3226 T-2                 | 30 settembre 1973 | van Houten, C. J., van Houten-Groeneveld, I., Gehrels, T. |
| 212997 -            | 3238 T-2                 | 30 settembre 1973 | van Houten, C. J., van Houten-Groeneveld, I., Gehrels, T. |
| 212998 Tolbachik    | 3931 T-3                 | 16 ottobre 1977   | van Houten, C. J., van Houten-Groeneveld, I., Gehrels, T. |
| 212999 -            | 4330 T-3                 | 16 ottobre 1977   | van Houten, C. J., van Houten-Groeneveld, I., Gehrels, T. |
| 213000 -            | 1981 ET2                 | 2 marzo 1981      | Bus, S. J.                                                |